# Arytera chartacea
Arytera chartacea är en kinesträdsväxtart som beskrevs av Ludwig Radlkofer. Arytera chartacea ingår i släktet Arytera och familjen kinesträdsväxter. Inga underarter finns listade i Catalogue of Life.